# Pulse (film)
P•U•L•S•E (Pulse) – zapis koncertu grupy Pink Floyd z 20 października 1994, z Earls Court w Londynie w ramach trasy koncertowej promującej album The Division Bell. Materiał został wydany w 1995 roku na VHS, a w 2006 na DVD. Wersja DVD oprócz koncertu zawiera liczne materiały dodatkowe. Koncert został pokazany 15 grudnia 1994 roku przez brytyjską stację BBC oraz włoską stację RaiUno (koncert w Polsce pokazała TVP2 dnia 12 listopada 1994 roku).
Nagranie koncertu osiągnęło w Polsce certyfikat trzykrotnie platynowej płyty DVD.

## Lista utworów DVD

### Koncert
1. „Shine on You Crazy Diamond”
2. „Learning to Fly”
3. „High Hopes”
4. „Take It Back”
5. „Coming Back to Life”
6. „Sorrow"
7. „Keep Talking”
8. „Another Brick in the Wall (Part 2)”
9. „One of These Days”
10. „Speak to Me”
11. „Breathe”
12. „On the Run”
13. „Time”
14. „The Great Gig in the Sky”
15. „Money”
16. „Us and Them”
17. „Any Colour You Like”
18. „Brain Damage”
19. „Eclipse”
20. „Wish You Were Here”
21. „Comfortably Numb”
22. „Run Like Hell”

### Dodatki

#### Bootlegging the Bootleggers
- „What Do You Want from Me”
- „On the Turning Away”
- „Poles Apart”
- „Marooned”

#### Teledyski koncertowe
- „Shine On You Crazy Diamond"
- „Learning to Fly”
- „High Hopes”
- „Speak to Me” (graphic)
- „On the Run”
- „Time” (1994)
- „The Great Gig in the Sky” (wave)
- „Money” (1987)
- „Us and Them” (1987)
- „Brain Damage”
- „Eclipse”
- Alternatywne wersje:
  - „Speak to Me” (1987)
  - „Time” (Ian Eames)
  - „The Great Gig in the Sky” (animacja)
  - „Money” (Alien)
  - „Us and Them” (1994)

Wyświetlane na okrągłym ekranie podczas koncertu

#### Teledyski
- „Learning to Fly”
- „Take it Back”

#### Inne
- Film dokumentalny z trasy koncertowej „Say Goodbye to Life as We Know It”
- Ceremonia wstąpienia Pink Floyd do Rock and Roll Hall of Fame w 1996 roku
- Telewizyjna reklama Pulse (1995)
- Galeria obrazków
- Galeria zdjęć
- Mapa trasy koncertowej
- Plany sceny

## Kaseta VHS
1. „Shine on You Crazy Diamond”
2. „Learning to Fly”
3. „High Hopes”
4. „Take It Back”
5. „Coming Back to Life”
6. „Sorrow"
7. „Keep Talking”
8. „Another Brick in the Wall (Part 2)”
9. „One of These Days”
10. „Speak to Me”
11. „Breathe”
12. „On the Run”
13. „Time”
14. „The Great Gig in the Sky”
15. „Money”
16. „Us and Them”
17. „Any Colour You Like”
18. „Brain Damage”
19. „Eclipse”
20. „Wish You Were Here”
21. „Comfortably Numb”
22. „Run Like Hell”

## Laserdisc (kolejność utworów będących na trzech dyskach)[2]
1. „Shine on You Crazy Diamond”
2. „Learning to Fly”
3. „High Hopes”
4. „Take It Back”
5. „Coming Back to Life”
6. „Sorrow"
7. „Keep Talking”
8. „Speak to Me”
9. „Breathe”
10. „On the Run”
11. „Time”
12. „The Great Gig in the Sky”
13. „Money”
14. „Us and Them”
15. „Any Colour You Like”
16. „Brain Damage”
17. „Eclipse”
18. „Another Brick in the Wall (Part 2)”
19. „One of These Days”
20. „Wish You Were Here”
21. „Comfortably Numb”
22. „Run Like Hell”

## Skład
- David Gilmour – wokal, gitary
- Richard Wright – wokal, instrumenty klawiszowe
- Nick Mason – perkusja
- Jon Carin – wokal, instrumenty klawiszowe, programowanie
- Guy Pratt – wokal, gitara basowa
- Gary Wallis – perkusja
- Tim Renwick – wokal, gitary
- Sam Brown – chór
- Claudia Fontaine – chór
- Durga McBroom – chór